# 87e division d'infanterie d'Afrique
Pour les articles homonymes, voir 87e division.
La 87e division d’infanterie d’Afrique (87e DIA), est une unité de la Seconde Guerre mondiale qui a combattu pendant la bataille de France du 10 mai au 25 juin 1940. 
Originaire d'Algérie, c'est une division de formation composée à 80 % de réservistes (3e catégorie). Elle est mise sur pied, son état-Major étant situé à Maison Carrée (près d'Alger), le 2 septembre 1939 à Constantine, Blida, Miliana, Orléansville, Maison Carrée, Tizi Ouzou, Sétif, Bougie et Guelma, puis concentrée en Tunisie.
La 87e DIA commandée par le général Henry Martin fait partie des unités qui, en juin 1940, se replient en ordre et combattent jusqu'à l'extrême fin des combats.

## Création et différentes dénominations
- 2 septembre 1939 : création de la 87e Division d'Infanterie d'Afrique
- Autre appellation : 87e DINA : en théorie, les DIA devaient rester en Afrique et les DINA (division d'infanterie Nord africaine) en métropole.

## Commandants de la87eDIA
- 2 septembre 1939 - 24 mai 1940 : général Barbeyrac de Saint-Maurice
- 24 mai 1940 (effectif 25 mai 40) - 20 septembre 1940 : général Martin

## Historique des garnisons, combats et batailles
Cette division de formation (par opposition aux divisions d'actives du temps de paix, les DINA), composée à 80 % de réservistes est formée à Maison-Carrée, Constantine, Blida, Miliana, et Orléansville en Algérie le 2 septembre 1939.

### Composition en mai 1940
- 17e régiment de tirailleurs algériens :  Lieutenant-Colonel Antelme puis Colonel Tasse (18 juin)
- 18e régiment de tirailleurs algériens : Lieutenant-Colonel Clerc, puis Commandant Kaack (18 juin)
- 9e régiment de zouaves : Lieutenant-Colonel Tasse
- 87e régiment d'artillerie d'Afrique (87e RAA) : Lieutenant-Colonel Mathieu
- 287e régiment d'artillerie lourde (287e RALD)
- 87e groupe de reconnaissance de division d'infanterie d'Afrique (87e GRDIA) : Chef d'escadron Pousset
- 16e GRDI (mis à disposition le 6 juin)

### Rattachements
- Fin mai - fin juin 1940 : 24e Corps d'Armée / 7e Armée (Général Frère) / Groupe d'Armée no 3 (Général Besson)

### Campagne de France

#### 1939
En novembre 1939 elle embarque à Bizerte pour Marseille, et est dirigée sur Arcis-sur-Aube ou elle arrive le 27 novembre et y séjourne jusqu'en février 1940, date à laquelle elle gagne le secteur fortifié de la Sarre pour remplacer la 7e division d'infanterie coloniale.

#### Mai 1940
Le 2 mai elle est relevée par la 82e division d'infanterie d'Afrique et la 52e division d'infanterie et transportée dans la région de Pierrefonds et elle est affectée à la VIIe armée du général Frère.
Le 18 mai elle fait mouvement vers l'Ailette (Ligne Weygand). Sa mise en place est facilitée par l'action des blindés du colonel de Gaulle commandant la 4e division cuirassée (4e DCr) opérant en avant dans la région de Laon (Batailles de Montcornet et Crécy-sur-Serre du 17 au 20 mai 1940). Elle est engagée à Verneuil-sous-Coucy et à Coucy-le-Château.

#### Juin 1940
Le 5 juin, les Allemands s'infiltrent et s'emparent de Saint-Paul-aux-Bois et de Besmé, puis, le lendemain, progressent entre l'Ailette et l'Aisne.
Le 7 juin, la division est contrainte de se replier au sud de l'Aisne.
Le 8 juin, elle combat dans les forêts bordant Villers-Cotterêts et Montigny-Lengrain. 
Le 9 juin, les combats se livrent à Chelles, Roye-Saint-Nicolas (Mortefontaine), et Taillefontaine. 
Le 10 juin, elle se replie sur la Gergogne, et combat à Crépy-en-Valois. 
Le 11 juin, elle se retire sur Bouillancy, et Vincy-Manœuvre.
Le 12 juin, elle passe au sud du Grand Morin. 
Le 13 juin, elle recule vers Esbly et Montry.
Le 14 juin, elle se concentre au sud de la Seine dans les communes de Samois, de Vulaines, d'Avon et de Champagne-sur-Seine.
Le 15 juin, l'ennemi est à Melun.
Le 16 juin, les débris de la division se regroupent en forêt de Fontainebleau, puis se replient sur les Bordes et Bonnée.
Le 17 juin, elle passe la Loire à Gien. 
Le 18 juin, la division est réorganisée avec les débris du 19e bataillon autonome de tirailleurs sénégalais et du 344e régiment d'infanterie, en deux Groupements Mixtes.  La division possède encore 14 pièces de 75 et 9 pièces de 155. 
Le 19 juin, la division franchit le Cher à Mennetou et Méry et par petits groupes elle se dirige vers le sud de la France.
Le 24 juin, les éléments de la division se trouvent répartis à Chabanais, Chassenon, Chaillac et Saint-Junien. N'ayant pas connu la capture, la division participe après l'armistice à la dissimulation de ses armes en vue des combats futurs en traversant la ligne de démarcation sur le Cher. 
Le 7 août, les tirailleurs rembarquent à Marseille à destination de l'Algérie.
Le 2 septembre 1940 la division reçoit une citation à l'ordre de l'armée.

#### Citation militaire de la division
« Attaquée sur la position de l'Ailette le 5 juin 1940, la 87e division, sous l'impulsion de son chef, le général Henry Martin, a opposé à l'ennemi une résistance héroïque. Toutes ses troupes : infanterie, cavalerie, artillerie, rivalisant d'ardeur pour défendre à outrance les points d'appui, même lorsqu'ils étaient dépassés par l'ennemi ou encerclés, ne se sont repliées que sur l'ordre du commandement, obligées souvent de se frayer un passage les armes à la main. 

Regroupées après la bataille, ces mêmes unités faisant preuve d'une telle discipline et d'un magnifique esprit de devoir ont pu, à nouveau, être engagées dans de durs combats qui ont marqué la défense de l'Aisne, puis la retraite vers la Seine et la Loire. 

Dans toutes ces opérations, la 87e D.I.N.A. a fait preuve d'abnégation, d'endurance, de vaillance, dignes des grandes traditions de l'Armée d'Afrique. »
— Citation à l'ordre de l'Armée attribuée à la  87e division d'infanterie d'Afrique lors de la bataille de France en mai-juin 1940, ordre N° 210 C, le 2 septembre 1940, général Weygand

#### Bilan des pertes
Du 10 mai au 24 juin 1940, la 87e D.I.N.A compte plus de 400 tués dont près de 40 % de soldats maghrébins et 20 % de Pieds-Noirs.

## Sources
- JMO 87e DIA (1939-1940) - SHAT Vincennes - côte 32N348